# Stazione di Cancello
La stazione di Cancello è uno dei più importanti nodi ferroviari della Campania. In essa confluiscono 3 linee, tutte di notevole importanza e ben frequentate. La stazione si trova a Cancello Scalo, la maggiore frazione del comune di San Felice a Cancello. L'impianto è gestito da RFI.

## Storia
La stazione di Cancello viene inaugurata nel dicembre 1843 insieme alla linea Napoli-Caserta, parte della ferrovia Roma-Cassino-Napoli. Nonostante la stazione si trovi in una zona relativamente poco abitata (la frazione di Cancello Scalo si è sviluppata anche a causa della ferrovia), la sua importanza crebbe con il passare del tempo grazie all'integrazione con altre linee, facendo in modo che questa diventasse un vero e proprio nodo di interscambio. Negli anni 1990, la stazione è stata oggetto di lavori di regolarizzazione, per consentire il raddoppio della linea per Salerno e rimuovere due passaggi a livello nelle vicinanze.
Fino al 2005, era anche il capolinea della ferrovia Cancello-Torre Annunziata, poi dismessa. Negli anni 2010, la stazione è stata oggetto di lavori di restauro nell'ambito del progetto Pegasus.

## Strutture e impianti
Il fabbricato viaggiatori della stazione è una struttura abbastanza moderna, dalle forme semplici e ben definite: al suo interno si trovano la sala d'attesa, un'edicola, una rivendita tabacchi e la biglietteria automatica attiva.
I binari per il servizio passeggeri sono 5, tutti passanti, muniti di banchine con pensiline in muratura e collegati tramite un sottopassaggio: vi sono altri tre binari tronchi sempre per il servizio passeggeri, raramente utilizzati, di cui due a lato del primo binario e uno tra il secondo e il terzo: per tale motivo i binari passanti sono numerati 1, 2, 4, 5 e 6.
Nonostante la stazione disponga di uno scalo merci, questo è scarsamente utilizzato visto che tutto il traffico merci è stato spostato all'interporto di Marcianise: parte dello scalo oggi è utilizzato come parcheggio. Inoltre, dalla stazione partivano anche due raccordi per le industrie nelle vicinanze ed uno per un vicino stabilimento militare: tali raccordi, parzialmente rimasti in opera, sono abbandonati.

## Movimento
Nonostante la presenza nel territorio della valle di altre stazioni minori che servono solo la tratta Benevento-Cancello, la stazione di Cancello serve l'intero territorio della valle di Suessola ed una popolazione di circa quarantamila abitanti, per cui il traffico passeggeri è abbastanza intenso, visto anche lo scambio che avviene tra le diverse linee. 
La stazione è solitamente servita da tutti i treni regionali e regionali veloci da cui è attraversata, sia di Trenitalia (relazioni Caserta - Salerno, Caserta - Napoli e Napoli - Isernia) che di EAV (linee Benevento-Cancello e Napoli-Piedimonte Matese), oltre che dai treni metropolitani della relazione Caserta - Napoli Campi Flegrei.
La stazione è un importante snodo ferroviario per il traffico regionale campano. Nel 2007, il traffico giornaliero medio era di 1014 unità.

## Servizi
L'impianto è classificato da RFI nella categoria "Silver". La stazione dispone di:
- Biglietteria
- Capolinea autolinee
- Sala d'attesa
- Sottopassaggio
- Servizi igienici
- Posto di polizia ferroviaria
- Edicola